# Sui (miasto)
Sui – miasto w środkowym Pakistanie, w Beludżystanie.
Liczba mieszkańców wynosi ok. 5 tys.